# Passeport turkmène
Le passeport turkmène est un document de voyage international délivré aux ressortissants turkmènes, et qui peut aussi servir de preuve de la citoyenneté turkmène.

## Apparence
Les passeports turkmènes sont de couleur verte, avec l'inscription "Turkmenistan" ( turkmène : Türkmenistan ) et "Passport" ( turkmène : Pasport ) en turkmène et en anglais sur la couverture. Les armoiries du Turkménistan sont gravées au centre de la couverture. Le passeport est produit en turkmène et en anglais et contient 48 pages.

### Page d'identité
La page d'identité du passeport turkmène contient les informations suivantes :
- Photo du titulaire du passeport
- Type (P pour passeport)
- Indicatif du pays (TKM)
- Numéro de passeport
- Nom de famille
- Prénom
- Citoyenneté
- Date de naissance
- Sexe
- Lieu de naissance
- Date d'émission
- Date d'expiration
- Numéro personnel
- Autorité de délivrance
- Signature du titulaire[1]

## Validité
Les passeports turkmènes sont valables 5 ans pour les moins de 16 ans et 10 ans pour les adultes. Le Turkménistan est l'un des rares pays à ne pas renouveler les passeports expirés dans leurs missions diplomatiques étrangères. Au lieu de cela, les ambassades et les consulats du Turkménistan apposent un cachet sur les dernières pages des passeports expirés, affirmant que le passeport a été "prolongé".

## Liste des pays sans visa ou visa à l'arrivée
La Turquie (sans visa)
Selon Passport Index, en 2023, le passeport turkmène donne accès à 14 pays sans visa et à 48 pays avec visa à l'arrivée. Cela le place au 64e rang du classement mondial (à égalité avec les passeports du Niger, de l'Angola et de l'Algérie).